# Rita Loureiro
Rita Teresa Reboredo Viana de Loureiro Costa (Lisboa, 7 de maio de 1969) é uma actriz portuguesa.

## Biografia
No teatro, tem-se destacado pela sua participação na companhia Teatro da Cornucópia. Na televisão, a sua personagem Mafalda, na série Ana e os Sete, celebrizou-a perante o público mais jovem. Também participou nas telenovelas da SIC Fúria de Viver e Poderosas.

## Televisão
| Ano         | Projeto                          | Papel                                        | Notas                    | Canal |
| ----------- | -------------------------------- | -------------------------------------------- | ------------------------ | ----- |
| 1989        | Lusitânia Expresso               | Rita Costa                                   |                          | RTP1  |
| 1990        | Dramazine                        |                                              |                          | RTP1  |
| 1991        | Alentejo sem Lei                 | Mariana «Marianita» Figueiredo               | Elenco Principal         | RTP1  |
| 1991        | Por Mares Nunca Dantes Navegados |                                              |                          | RTP1  |
| 1991        | Terra Instável                   | Rainha                                       | Pequena Participação     | RTP1  |
| 1992        | A Reconstrução                   | Mafalda                                      | Elenco Principal         | RTP1  |
| 1992        | Cinzas                           | Kika                                         | Elenco Principal         | RTP1  |
| 1993 - 1994 | Verão Quente                     | Mónica Queiroz                               | Elenco Principal         | RTP1  |
| 1994        | Ideias Com História              | Charlotte Corday                             | Pequena Participação     | RTP1  |
| 1994        | Rua Sésamo                       | Ana                                          | Pequena Participação     | RTP1  |
| 1995        | Nico d'Obra                      | Sónia                                        | Pequena Participação     | RTP1  |
| 1996        | Sai da Minha Vida                | Rita                                         | Elenco Principal         | RTP1  |
| 1999        | Médico de Família                | Sara                                         | Elenco Adicional         | SIC   |
| 2002        | Fúria de Viver                   | Madalena Lima                                | Protagonista             | SIC   |
| 2003 - 2004 | Ana e os Sete                    | Mafalda Ribas de Sá                          | Elenco Principal         | TVI   |
| 2006        | Espírito de Natal                | Isabel                                       | Elenco Principal         | RTP1  |
| 2006        | Night Shop                       | Isabel                                       | Elenco Principal         | RTP1  |
| 2008        | Morangos com Açúcar              | Cidália Moreira                              | Elenco Principal         | TVI   |
| 2009        | O Casamento da Condessa          | Emília de Castro                             | Elenco Principal         | RTP1  |
| 2010        | O Dez                            | Lúcia                                        | Elenco Principal         | RTP1  |
| 2011        | Maternidade                      |                                              | Elenco Adicional         | RTP1  |
| 2011        | Liberdade 21                     | Carla                                        | Elenco Adicional         | RTP1  |
| 2011        | Conta-me como Foi                | Ivone                                        | Pequena Participação     | RTP1  |
| 2011 - 2012 | Remédio Santo                    | Maria dos Anjos Muleta Negra «Maria Polícia» | Elenco Principal         | TVI   |
| 2012        | Perdidamente Florbela            | Sophia de Arriaga                            | Elenco Adicional         | RTP1  |
| 2013 - 2014 | Destinos Cruzados                | Etelvina «Teté Falcão Coentrinhos            | Elenco Principal         | TVI   |
| 2014 - 2015 | Mar Salgado                      | Alice Amorim                                 | Participação Especial    | SIC   |
| 2015 - 2016 | Poderosas                        | Olga Mendonça                                | Elenco Principal         | SIC   |
| 2016        | A Única Mulher                   | Carmo Apuim                                  | Elenco Principal         | TVI   |
| 2016 - 2017 | Amor Maior                       | Edite Paiva Neto                             | Elenco Principal         | SIC   |
| 2017 - 2018 | País Irmão                       | Pilar                                        | Elenco Adicional         | RTP1  |
| 2018        | Paixão                           | Rosa Carvalho                                | Elenco Adicional         | SIC   |
| 2019        | Teorias da Conspiração           | Teresa                                       | Elenco Principal         | RTP1  |
| 2019        | Solteira e Boa Rapariga          | Doutora Dalila                               | Elenco Principal         | RTP1  |
| 2019 - 2021 | Terra Brava                      | Rosete Gonçalves                             | Elenco Principal         | SIC   |
| 2021        | Na Porta ao Lado: Esperança      | Helena Fouqueret                             | Protagonista (OPTO)      | SIC   |
| 2021        | Até que a Vida Nos Separe        | Vanessa                                      | Protagonista             | RTP1  |
| 2022        | Crimes Submersos                 | Mónica                                       | Elenco Principal         | RTP1  |
| 2022        | O Pai Tirano                     | Emília                                       | Elenco Recorrente (OPTO) | SIC   |
| 2023        | Marco Paulo                      | Conceição                                    | Elenco Principal         | SIC   |
| 2023        | Emília                           | Mãe Emília                                   | Protagonista             | RTP1  |
| 2023        | Contado Por Mulheres             | Doutora Lúcia                                | Elenco Adicional         | RTP1  |
| 2024 - 2025 | Senhora do Mar                   | Maria Madalena Lobo Bettencourt              | Elenco Principal         | SIC   |
| 2024        | Sempre                           | Maria João                                   | Elenco Principal         | RTP1  |
| 2024 - 2025 | A Fazenda                        | Isabel "Becas" Sequeira Neto                 | Elenco Principal         | TVI   |

## Teatro
- 1989 ― A Ilha de Oriente (Fundação Calouste Gulbenkian)
- 1991 ― Comédia de Rubena (Teatro da Cornucópia)
- 1993 ― Malaquias, a história de um homem barbaramente agredido (Teatro da Vereda)
- 1995 ― Vai ver se chove (Teatro da Cornucópia)
- 1995 ― A prisão (Teatro da Cornucópia)
- 1996 ― Traduções (Teatro da Malaposta)
- 1996 ― Bingo ― cenas de dinheiro e morte (Teatro da Malaposta)
- 1997 ― A list (Teatro da Cornucópia)
- 1997 ― Ísis triste (Companhia de Teatro de Braga)
- 1998 ― Máquina Hamlet (Teatro da Cornucópia)
- 1998 ― Um sonho (Teatro da Cornucópia)
- 1998 ― Quando passarem cinco anos (Teatro da Cornucópia)
- 1999 ― O casamento de Fígaro ou A louca jornada (Teatro da Cornucópia)
- 1999 ― A sombra de Mart (Teatro da Cornucópia)
- 1999 ― Afabulação (Teatro da Cornucópia)
- 2000 ― Amor, enganos (Teatro da Cornucópia)
- 2001 ― A morte de Empédocles (Teatro da Cornucópia)
- 2001 ― Dom João e Fausto (Teatro da Cornucópia)
- 2001 ― O novo Menoza ou a história do Príncipe Tandi de Cumba (Teatro da Cornucópia)
- 2002 ― Um Dom Quixote (Academia Produtores Culturais)
- 2003 ― A vida é sonho (Teatro da Cornucópia)
- 2003 ― Gretchen (Teatro Nacional São João/Cão Danado & Companhia)
- 2004 ― A família Schroffenstein (Teatro da Cornucópia)
- 2005 ― Sangue no pescoço do gato (Teatro da Cornucópia)
- 2006 ― A gaivota (Teatro da Cornucópia)
- 2006 ― Ensaios para o ginjal (Teatro da Cornucópia)

## Filmografia
- O Luto de Electra, realizado por Artur Ramos (1992)
- A Reconstrução, realizado por Sérgio Godinho (1992), curta-metragem
- A Tremonha de Cristal, realizado por António Campos (1993), curta-metragem
- Nunca Mais Te Livras de Mim, realizado por Pedro Sena Nunes (1993), curta-metragem
- Un Amour Aveugle, realizado por Michaëla Watteaux (1994)
- Eléctricos, realizado por Pedro Sena Nunes (1995), curta-metragem
- O Apartamento, realizado por João Tiago Costa, Luís Fonseca, Vítor Joaquim, João Milagre, Victor Nobre, Rui Poças, Leonardo Simões e João Tuna (1997), curta-metragem
- Fintar o Destino, realizado por Fernando Vendrell (1997)
- Peixe-Lua, realizado por José Álvaro Morais (2000)
- Deux, realizado por Werner Schroeter (2002)
- O Delfim, realizado por Fernando Lopes (2002)
- Quaresma, realizado por José Álvaro Morais (2003)
- Vai e Vem, realizado por João César Monteiro (2003)
- O Estratagema do Amor, realizado por Ricardo Aibéo (2004), curta-metragem
- A Batalha dos Três Reis, realizado por Miguel Gonçalves Mendes (2005)
- Cabra Cega, realizado por João Constâncio (2008), curta-metragem
- Goodnight Irene, realizado por Paolo Marinou-Blanco (2008)
- A Fábrica, realizado por Claudia Clemente (2008), curta-metragem
- O Destino do Senhor Sousa, realizado por João Constâncio (2009), curta-metragem
- Cinerama, realizado por Inês Oliveira (2010)
- Cisne, realizado por Teresa Villaverde (2011)
- Quinze Pontos na Alma, realizado por Vicente Alves do Ó (2011)
- Florbela, realizado por Vicente Alves do Ó (2012)
- Summer Saturn, realizado por Mónica Lima (2017), curta-metragem
- Al Berto, realizado por Vicente Alves do Ó (2017)